# Soso Grisjikasjvili
Ioseb "Soso" Irodis dze Grisjikasjvili (georgiska: იოსებ (სოსო) იროდის ძე გრიშიკაშვილი, Ioseb (Soso) Irodis dze Grisjik'asjvili), född den 25 december 1973 i Telavi, Georgiska SSR i Sovjetunionen (i nuvarande Kachetien i Georgien), är en georgisk före detta fotbollsmålvakt som senast spelade för FK Dinamo Tbilisi i Umaghlesi Liga. Grisjikasjvili har tidigare spelat för bland annat FK Ventspils, FK Baku och FC Alania Vladikavkaz.